# Centrale nucleare di Rajasthan
La centrale nucleare di Rajastan, chiamata anche Progetto atomico di Rawatbhata è una centrale nucleare indiana situata a Kota presso il Distretto di Chittorgarh, nello stato del Rajasthan. La centrale è composta da 8 reattori di tipologia HWR, i primi due sono di tipologia CANDU per 277 MW mentre gli altri 6 sono di tipologia PHWR, 4 in funzione per 808 MW, mentre sono 2 da 630 MW ognuno sono in costruzione.
L'impianto è l'unico in india ad avere reattori CANDU ed è servito per lo sviluppo dei successivi modelli indiani.